# Ridderorden in Birma
Birma, tegenwoordig officieel "Myanmar" genoemd, heeft als keizerrijk geen ridderorden naar Europees model gekend.  Als Britse kolonie was er een ridderorde en er waren diverse medailles voor de politie en het bestuur.
- De Orde van Birma (Birmees:"Pyidaungsu Sithu Thingaha")

Na de onafhankelijkheid in 1948 stichtte Birma een eigen ridderorde onder dezelfde naam.
De door Amerikaanse militairen in Birma uitgereikte ridderorde
De Amerikaanse Generaal Joseph W. Stilwell organiseerde de Sino-Amerikaanse samenwerking met de regering van Tsjang-Kai Tsjek, Amerikaanse hulptransporten over de Himalaya en, met de OSS, een guerrilla-oorlog waarbij Birmese volkeren als de Karen en de Kachin werden overgehaald de Japanners aan te vallen.
Voor de Kachin werd een ridderorde ingesteld, de
- Orde van de Witte Pauw

## Birmaanse ridderorden na de onafhankelijkheid
- De Orde van Birma (Birmees:"Pyidaungsu Sithu Thingaha")
- De Orde van Aga Mah Tiri Tudam

- De Orde van de Ster van de Revolutie
- De Orde van de Zon van Aung San
- De Orde van Thingaha of "Meest Glorieuze Orde van de Waarheid", "Thiti Thudhamma Thingaha" 1948.
- De Orde van de Unie van Birma, "Pyidaungsu Sithu Thingaha"
- Voor leiderschap tijdens de opbouw van het Socialisme
- Voor uitmuntendheid in de productie ten dienste van de Opbouw van het Socialistische Birma